# Frits Uldall
 For alternative betydninger, se Uldall (flertydig). (Se også artikler, som begynder med Uldall)
Johannes Frederik (Frits) Christian Uldall (11. februar 1839 i Fredericia – 21. februar 1921 i Randers) var en dansk arkitekt og arkæolog.

## Biografi
Uldall var søn af stadsfysicus, senere etatsråd Frederik Adolph Uldall og Elisabeth Johanne Sophie Sick. Efter realeksamen fra Sorø Akademi i 1856 blev Frits Uldall værkstedselev på Polyteknisk Læreanstalt. Udlært tømmersvend i 1859. Sideløbende var han på Kunstakademiets arkitektskole i årene 1857-63. Samtidig tegnede han hos Chr. Hansen og siden hos J.D. Herholdt i 4 år. Uldall var sekondløjtnant i krigen 1864.
Efter krigen blev Uldall ansat som tegner hos Peto, Brassey & Betts, hovedkontoret for anlæggelsen af de jydsk-fynske jernbaner 1865-1867. Fra 1868 havde han egen tegnestue. Han drev desuden tegneskole for unge håndværkere. Han var synsmand for kirker og præstegårde i forskellige jyske provstier og 1871-88 tilsynsførende for kirker i Nordjylland. Han var også medlem af direktionen for de antikvariske Mindesmærkers Bevarelse, samt af Det kgl. oldnordiske Museum. Han var Ridder af Dannebrog.
Frits Uldall var stærkt historisk interesseret og foretog i årenes løb mange rejser rundt i Jylland og til udlandet, hvor han skitserede og tegnede kirker og andre bygningsdetaljer, som han senere brugte som forlæg til enkeltelementer i sine arkitektopgaver. Han rejste således til Tyrol og Rom 1867-68, Tyskland og Østrig 1878, Sverige 1883, Rhinlandene, Holland og Belgien 1886, Stockholm 1896, Tyskland 1898, 1901, 1902, 1903, 1905, 1908, Lübeck 1899 og Tyskland, Gotland og Stockholm 1910.
Kunstakademiet ydede via sit stipendium (1869) støtte til undersøgelser af landsbykirker, og Carlsbergfondet til undersøgelse af gamle kirkeklokker i Skåne, Halland, Blekinge og Sønderjylland. Han fik understøttelse fra den danske stat 1886-87 og flere gange siden. Som restaureringsarkitekt var han endnu præget af filosofien om, at enhver gammel bygning skulle søges bragt tilbage til det oprindelige udseende. De talrige istandsættelser af kirker og andre bygninger skete derfor ikke på grundlag af dokumenterede undersøgelser. Uldall var også interesseret i forhistorisk arkæologi og arbejdede for Nationalmuseet med indtegning på kort af forhistoriske minder, og han deltog i de landsdækkende herredsbeskrivelser.
Han modtog sølvmedalje af den hollandske regering for værket Nederlandsche Kerkklokken in Denemarken, 1894.
Uldall var frimurer og tegnede sammen med Eggert Achen Den Danske Frimurerordens logebygningen i Randers.
Uldall ægtede første gang 6. juni 1866 i Butterup Henriette Sophie Torst (30. oktober 1844 på Løvenborg – 10. marts 1874 i Randers), datter af godsforvalter, justitsråd Frederik Christian T. og Johanne Margrethe Neergaard. 2. ægteskab blev indgået 1. juni 1875 i Mejlby med Inger Kirstine Mohnsen (23. marts 1850 på Kalstrup, Øster Lisbjerg Herred – 19. oktober 1940 i København), datter af proprietær Mogens Christensen M. og Else Jensdatter Grosen. Han er begravet i Randers.

## Værker

### Nybyggede kirker
- Essenbæk Kirke (1869)
- Brandstrup Kirke ved Viborg (1869-70)
- Vorup Kirke, i dag kapel ved Johanneskirken (Randers Kommune) ved Randers (1876)
- Halling Kirke (1880)
- Vorupør Kirke ved Thisted (1878, nedrevet og erstattet af ny kirke 1902 ved Claudius August Wiinholt)
- Aså Kirke , Vendsyssel (1886-87)
- Jerup Kirke, Vendsyssel (1888-89)
- Struer Kirke (1890-91)
- Oksby Kirke ved Varde (1891)
- Mosevrå Kirke ved Varde (1891)
- Øster Vrå Kirke, Vendsyssel (1891).

### Ombygning af kirker
- Langå Kirke (1868)
- Uth Kirke ved Horsens (1869)
- Skt. Mortens Kirke, Randers (1869-70)
- Hørup Kirke ved Viborg (1874)
- Mejlby Kirke ved Randers (1874)
- Øster Velling Kirke ved Randers (1875)
- Øster Tørslev Kirke ved Randers (1876)
- Dall Kirkeved Aalborg (1886)
- Stilling Kirke ved Skanderborg (1889)
- Sjørring Kirke ved Thisted (1890)
- Astrup Kirkeved Hobro (1893)
- Eidrup Kirke (1894)
- Kristrup Kirke ved Randers (1908)
- Ødum Kirke ved Randers (1908)

### Ombygning af apsis
- Hillerslev Kirke ved Thisted (1886)
- Skovby Kirke ved Århus (1887)
- Bælum Kirke ved Hadsund (1889)

### Avlsbygninger til større gårde
- Kokkedal (1870-71)
- Hevringholm ved Randers (1877)
- Gammelgaard ved Århus (1878)
- Mariager Kloster (1878)
- Kabbel ved Lemvig (1879)
- Fannerupgaard ved Grenå (1881)
- Rydhave ved Holstebro (1884)

### Andre værker
- Ligkapellet på Randers Kirkegård, Randers (1876)
- R. Færchs Fabrikker, Holstebro (1880)
- Konsul M. Schous gård, Struer (1881)
- Brdr. Lerches købmandsgård, Randers (1881)
- Den Danske Frimurerordens loge St. Martin, Søren Møllers Gade 14, Randers (1881, sammen med Eggert Achen)
- Lægården ved Holstebro, hovedbygning (1882)
- Sæbygård, Vendsyssel, istandsættelse (1885)
- Høgholt, Vendsyssel, tårn (1889, fredet)
- Simested ved Hobro, fattiggården (1891)
- Ligkapellet, Vestre Kirkegård, Thisted (1896)
- Menighedshuset i Hobro (1897)
- Dertil kommer en del præstegårde og andre gårde i Jylland

Skriftlige arbejder: Uldall har forfattet en del artikler og skrifter, primært om kirker, topografi samt håndværksteknik.